# Зевксіппа (дочка Океану)
Зевксі́ппа (дав.-гр. Ζευξίππη, ім'я означає «та, що запрягає коней») — персонаж давньогрецької міфології, дочка титана Океан і його сестри та дружини Тетії, океаніда.